# Médie

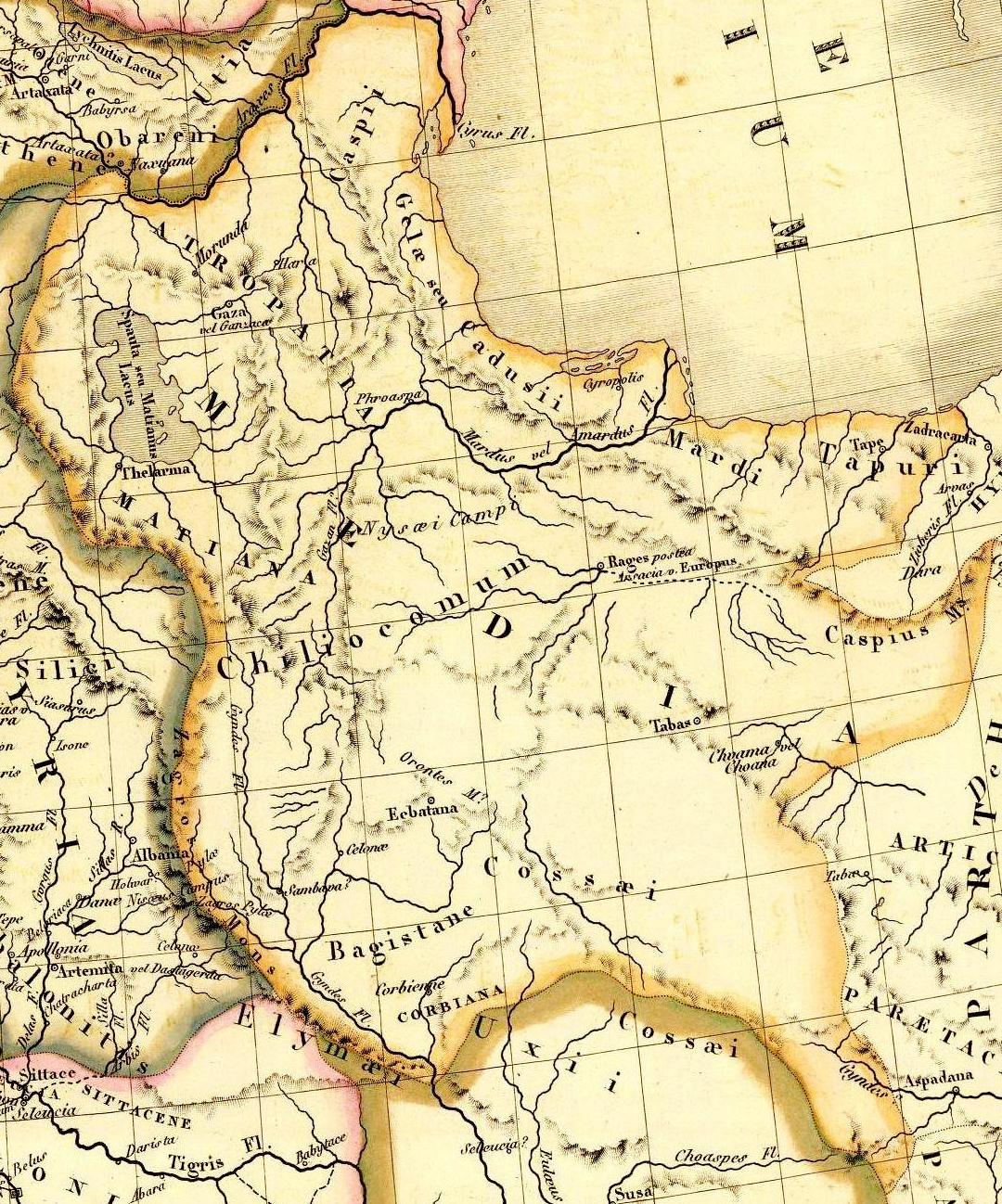
Localisation des sites archéologiques attribués aux Mèdes.

La Médie (vieux perse : Māda, moyen perse : Mād) est une région du Nord-Ouest de l'Iran. Elle est surtout connue pour avoir été la base politique et culturelle des Mèdes.
Pendant la période achéménide, cette région comprenait l'actuel Azerbaïdjan, le Kurdistan iranien et le Tabarestan occidental. En tant que satrapie sous la domination achéménide, elle comprenait une région plus large, s'étendant jusqu'au sud du Daghestan au nord.
Puis, après les guerres d'Alexandre le Grand, le nord a été divisé selon les accords de Babylone en Atropatène et Médie inférieure.